# Salma da Jordânia
Salma bint Abdullah  (em árabe: سلمى بنت عبدالله‎; 26 de setembro de 2000, Amã) é a terceira criança, a segunda filha, do rei Abdullah II da Jordânia e de sua esposa, a rainha Rania da Jordânia.

## Biografia
Salma é membro da Casa dos Haxemitas, mas devido à lei de sucessão, que só admite homens como monarcas, ela não tem direito de ascender ao trono.
Estudou na Academia Internacional de Amã  (IAA - International Amman Academy), na qual se formou em maio de 2018.
Salma tem um irmão e uma irmã mais velhos, o príncipe Hussein e a princesa Iman, e um irmão mais novo, o príncipe  Hashem.

### Carreira militar
Em novembro de 2018, aos 18 anos de idade, graduou-se na Real Academia Militar de Sandhurst (Royal Military Academy Sandhurst), do Reino Unido. "Você provou o quão capaz é", escreveu sua mãe nas redes sociais.
No início de 2020, ela se tornou a primeira piloto mulher de seu país, tendo seu pai lhe entregue a tradicional insígnia.